# Atif Purivatra
Atif Purivatra (16. srpna 1928 Sarajevo, Království Srbů, Chorvatů a Slovinců – 11. září 2001 Sarajevo, Bosna a Hercegovina) byl bosenskohercegovský pedagog bosňáckého původu. Společně s Muhamedem Hadžijahićem a politikem Hamdijou Pozdercem byl významnou postavou nacionální emancipace bosňáckého (tehdy muslimského) národa v socialistické Jugoslávii.

## Život

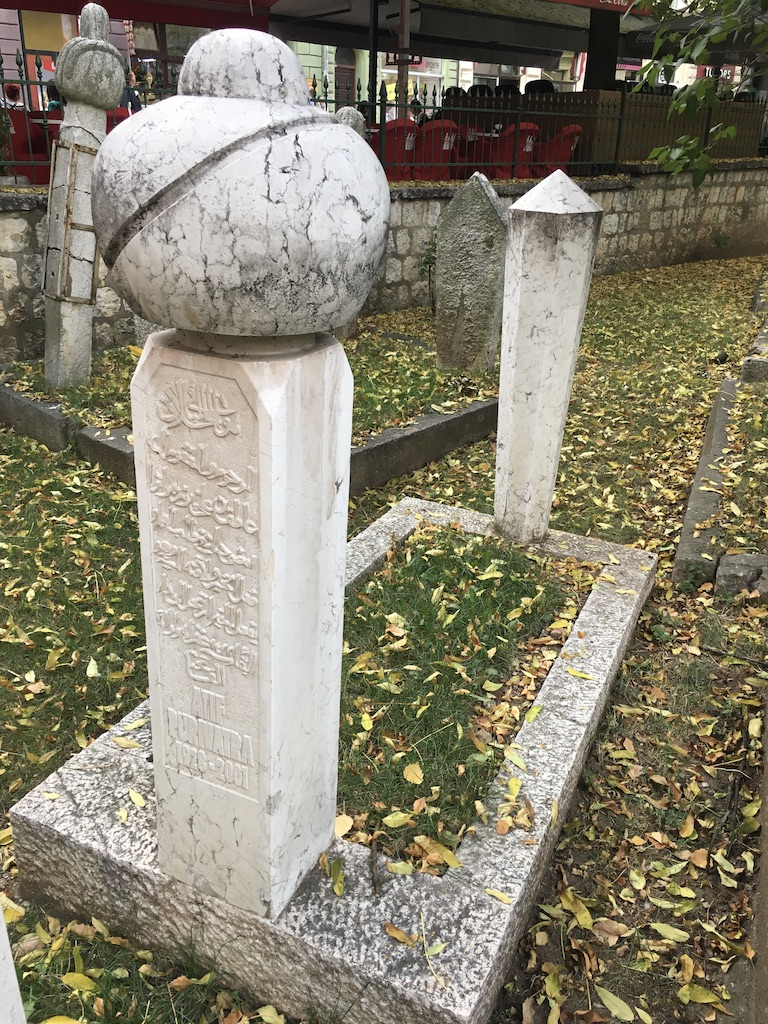
Hrob Atifa Purivatry ve dvoře mešity Ferhadija v Sarajevu

V rodném městě absolvoval základní a střední školu, poté dokončil právnickou fakultu. Roku 1965 získal titul magistra, nato roku 1972 doktorát na Fakultě politických věd Univerzity v Bělehradě. Mezi lety 1945 a 1965 pracoval jako státní úředník, poté získal místo docenta na Fakultě politických věd Univerzity v Sarajevu. Roku 1972 byl jmenován za mimořádného a nato i roku 1979 řádného profesora na stejné fakultě. V říjnu 1982 byl penzionován.
Purivatra byl od 8. května 1995 do 11. září 2001 předsedou Rady Kongresu bosňáckých intelektuálů (Vijeće Kongresa bosanskomuslimanskih intelektualaca), kterážto navazovala na činnost muslimských/bosňáckých kongresů za války (Kongres bosanskomuslimanskih intelektualaca, 22. prosince 1992, Bošnjački sabor, 27. a 28. září 1993, Drugi Bošnjački sabor, 14. července 1994) a od roku 1996 působí jako občanské sdružení.
Za svou práci Nacionální a politický rozvoj Muslimů (Nacionalni i politički razvitak Muslimana) získal i prestižní Šestodubnovou cenu města Sarajeva (Šestoaprilska nagrada grada Sarajeva). Jeho práce Jugoslávská muslimská organizace v politickém životě v Království SHS (Jugoslovenska muslimanska organizacija u političkom životu Kraljevine SHS) mu roku 1974 přinesla ocenění za nejlepší vědeckou práci nakladatelství Svjetlost.
Zádušní muslimskou mši ve dvoře sarajevské Gazi Husrev-begovy mešity vedl reisu-l-ulema Mustafa-ef. Cerić. Rakev s tělesnými ostatky byla poté odnesena a uložena ve dvoře mešity Ferhadija v centru Sarajeva.

## Dílo

### Historické studie
- Nacionalni i politički razvitak Muslimana: rasprave i članci (Národní a politický vývoj Muslimů: debaty a články, Sarajevo 1969, 1970, 1972)
- Nacionalni aspekt popisa stanovništva u 1971. godini (Národnostní aspekt sčítání lidu roku 1971, Sarajevo 1971, společně s Kasimem Suljevićem)
- Jugoslovenska muslimanska organizacija u političkom životu Kraljevine SHS (Jugoslávská muslimská organizace v politickém životě Království S.Ch.S., Sarajevo 1971), Později jako: Jugoslavenska muslimanska organizacija u političkom životu Kraljevine Srba, Hrvata i Slovenaca (Sarajevo 1974, 1977, 1999)

### Sborníky a příručky
- Aktiv komunista neposrednih proizvođača (Aktiv komunistů přímých výrobců, Sarajevo 1972)
- Priručnik ideološko političkog obrazovanja (Příručka ideologicko-politického vzdělávání, Sarajevo 1972, společně s Muzaferem Hadžiagićem)
- Kontinuitet idejno-političke i praktične akcije Saveza komunista (Kontinuita v ideologicko-politické a praktické práci Svazu komunistů, Sarajevo 1974, společně s Ivanem Cvitkovićem), sborník
- Rješavanje nacionalnog pitanja u Jugoslaviji (Řešení národní otázky v Jugoslávii, Beograd 1975), brožura
- Ideološko-političko obrazovanje i visoko školstvo (Ideologicko-politické vzdělávání a vysoké školství, Sarajevo 1976), sborník
- Metod rada u Savezu komunista Jugoslavije (Metody práce ve Svazu komunistů Jugoslávie, Sarajevo 1976), sborník
- Priručnik ideološko političkog obrazovanja (Příručka ideologicko-politického vzdělávání, Sarajevo 1972, společně s Nijazem Duraković)
- Političke partije i organizacije: hrestomatija (Politické strany a organizace: chrestomatie, Sarajevo 1977)
- Psihofizička spremnost stanovništva i opštenarodni odbrambeni rat (Psychofyzická připravenost obyvatelstva a všenárodní obranná válka, Sarajevo 1977), sborník

### Publicistické práce
- ABC Muslimana (ABC Muslimů, Sarajevo 1990, společně s Muhamedem Hadžijahićem)
- Muslimani i bošnjaštvo (Muslimové a bosňáctví, Sarajevo 1991, společně s Mustafou Imamovićem a Rusmirem Mahmutćehajićem)
- Ekonomski genocid nad bosanskim Muslimanima = The economic genocide over Bosnian Muslims (Ekonomická genocida nad bosenskými Muslimy, Sarajevo 1992, společně s Mustafou Imamovićem a Kemalem Hreljou)